# NGC 232
NGC 232 ist eine aktive Balken-Spiralgalaxie vom Hubble-Typ SBa mit ausgedehnten Sternentstehungsgebieten im Sternbild Walfisch südlich des Himmelsäquators. Sie ist schätzungsweise 304 Millionen Lichtjahre von der Milchstraße entfernt und hat einen Durchmesser von etwa 80.000 Lichtjahren.

Im gleichen Himmelsareal befinden sich die Galaxien NGC 230, NGC 235, IC 1573.
Die Typ-Ia-Supernova SN 2006et wurde hier beobachtet.
Das Objekt wurde im Jahr 1886 von dem US-amerikanischen Astronomen Francis Preserved Leavenworth entdeckt.